# Star Hellas
Star Hellas (en griego: Σταρ Ελλάς, romanizado: Star Ellás) es un concurso de belleza nacional en Grecia. Se encarga de seleccionar a las representantes del país para los concursos Miss Mundo, Miss Internacional y Miss Grand Internacional.

## Historia

### Miss Grecia
En 1928, Dina Sarri fue proclamada Miss Grecia (en griego: Μις Ελλάς) por el periodista francés Maurice de Valefe. El 20 de enero de 1929 se llevó a cabo el concurso y Aspasia Karatza resultó ganadora. El 27 de enero de 1930 se llevó a cabo la segunda edición y Aliki Diplarakou fue elegida como la ganadora. Diplarakou partió hacia París el 31 de enero para competir en la final del Miss Europa 1930 el 6 de febrero, concurso que finalmente ganó. Ese mismo año fue elegida para representar a su país en el «Miss Universo 1930». Diplarakou terminó segunda en el evento, que se llevó a cabo el 13 de octubre de 1930 en Río de Janeiro (Brasil). La última edición de este concurso se llevó a cabo en 1931 siendo Chrysoula Rodi la ganadora.

### Star Hellas
En 1952, el concurso fue revivido por el periódico Ethnos bajo el nombre de Star Hellas para la selección de la mujer griega que representaría el país en el concurso Miss Universo. Dos años más tarde, en 1954, el periódico Apogevmatini se hizo cargo del concurso. En 1969, Giorgos Prevelakis asumió el cargo de director de relaciones públicas del periódico, quien, entre otras cosas, también era responsable de la organización del concurso de belleza. Una responsabilidad que cumplió hasta su muerte en 2006. Después de su muerte, su hijo, Vassilis Prevelakis, ocupó su puesto. El Apogevmatini estuvo a cargo del concurso hasta 1983 cuando fue sucedido por la revista Romantso. Esta última fue reemplazada por la revista Discomoda In en 1988.
De 1990 a 2010, fue financiado y transmitido por la red privada griega ANT1. Debido a la crisis financiera griega, ΑΝΤ1 no financió el concurso de 2011, que tuvo la forma de un casting privado discreto y no se emitió. En 2012, los organizadores de Star Hellas reaparecieron colaborando con el sitio de Internet TLife, que se encargó de la publicidad del evento y de su retransmisión en directo a través de Internet.
En 2016, el concurso no se llevó a cabo después de que no se pudiera encontrar un canal de televisión para transmitir el evento. En 2018, el concurso fue transmitido por Makedonia TV. En 2021, Vassilis Prevelakis vendió los derechos del concurso a Panos Zinas.

## Ganadoras
Ganadora de un título internacional
     Miss Universo Grecia
     Miss Mundo Grecia
     Miss Internacional Grecia
     Miss Tierra Grecia
     Miss Grand Grecia
     Miss Intercontinental Grecia
     Miss Europa Grecia
     Miss Turismo Grecia
     Miss Young International Grecia

### Miss Grecia
| Año  | Miss Grecia                       | 1.ª finalista   |
| ---- | --------------------------------- | --------------- |
| 1928 | Dina Sarri                        | x               |
| 1929 | Aspasia Karatza                   | x               |
| 1930 | Aliki Diplarakou Miss Europa 1930 | Roxani Stergiou |
| 1931 | Chrissoula Rodi                   | x               |

### Star Hellas
| Años | Star Hellas                             | Miss Hellas                  | Miss Joven                                         | B Star Hellas              | B Miss Hellas                                        | Miss Griega                                      | Miss Belleza Griega       |
| ---- | --------------------------------------- | ---------------------------- | -------------------------------------------------- | -------------------------- | ---------------------------------------------------- | ------------------------------------------------ | ------------------------- |
| 1952 | Daisy Mavraki                           | Virginia Petimezaki          | Otorgado a partir de 1971                          | Otorgado a partir de 1953  | Otorgado a partir de 1953                            | Otorgado a partir de 1956                        | Otorgado a partir de 1960 |
| 1953 | Doreta Xirou                            | Antoanetta Rodopoulou        | Otorgado a partir de 1971                          | Ermina Damascu             | Alexandra Ladikou                                    | Otorgado a partir de 1956                        | Otorgado a partir de 1960 |
| 1954 | Rika Diallina                           | Efi Mela                     | Otorgado a partir de 1971                          | Efi Androulakaki           | Julia Stamiri                                        | Otorgado a partir de 1956                        | Otorgado a partir de 1960 |
| 1955 | Sonia Zoidou                            | Julia Koumoundourou          | Otorgado a partir de 1971                          | x                          | Rona Karakasi                                        | Otorgado a partir de 1956                        | Otorgado a partir de 1960 |
| 1956 | Rita Gouma                              | Maria Pasalogou              | Otorgado a partir de 1971                          | x                          | Marina Dimitropoulou Descalificada                   | Otorgado a partir de 1956                        | Otorgado a partir de 1960 |
| 1957 | Lygia Karavia                           | Nana Gasparatou              | Otorgado a partir de 1971                          | x                          | May Kavalik No compitió                              | Dora Kostidou                                    | Otorgado a partir de 1960 |
| 1958 | Marily Kalimopoulou                     | Mary Panoutsopoulou          | Otorgado a partir de 1971                          | x                          | Eleonora Apergi                                      | Ninetta Lekka                                    | Otorgado a partir de 1960 |
| 1959 | Zoitsa Kouroukli                        | Yakinthi Karaditi            | Otorgado a partir de 1971                          | x                          | Tzeni Loukea                                         | Pari Leventi Reina de Belleza Internacional 1959 | Otorgado a partir de 1960 |
| 1960 | Magda Pasaloglou                        | Calliope Garalex             | Otorgado a partir de 1971                          | x                          | Maria Tsavdari No compitió                           | Nafsika Papagiannidou                            | Vasiliki Kotsaridou       |
| 1961 | Ria Deloutsi                            | Efi Karaiskaki               | Otorgado a partir de 1971                          | x                          | Katie Papadaki                                       | Ioanna Takats                                    | Ioanna Berouka            |
| 1962 | Christina Apostolou                     | Jasmine Moraitou             | Otorgado a partir de 1971                          | x                          | Aleka Aksetli                                        | Ioanna Kranidou                                  | Ioanna Delakou            |
| 1963 | Despina Orgeta                          | Soula Idromenou              | Otorgado a partir de 1971                          | x                          | Kia Lymberi                                          | Mary Kapsalaki                                   | Emi Zanou                 |
| 1964 | Corinna Tsopei Miss Universo 1964       | Mary Kougioumtzaki           | Otorgado a partir de 1971                          | x                          | Evgenia Xagorari                                     | Voula Stefatou                                   | Maria Schinaraki          |
| 1965 | Aspa Theologitou                        | Maria Gkaka                  | Otorgado a partir de 1971                          | x                          | Stevi Vikartzi                                       | Annita Daleziou                                  | Vivi Niavi                |
| 1966 | Katia Balafouta                         | Efi Ploubi                   | Otorgado a partir de 1971                          | x                          | Toula Galani                                         | Despina Kourtzi                                  | Nagia Galakouti           |
| 1967 | Elya Kalogeraki                         | Harris Papanikita            | Otorgado a partir de 1971                          | x                          | Mimika Niave                                         | Johana Hamaraki                                  | Fani Sakantani            |
| 1968 | Miranta Zafiropoulou                    | Lia Malta                    | Otorgado a partir de 1971                          | x                          | Antzela Radisi                                       | Irini Lorandou                                   | x                         |
| 1969 | Elena Alexopoulou                       | Irene Diamantoglou           | Otorgado a partir de 1971                          | x                          | Evi Spanou                                           | Kiki Bourlesi                                    | x                         |
| 1970 | Vivi Alexopoulou                        | Yuli Vardi                   | Otorgado a partir de 1971                          | x                          | Christina Chatzopoulou                               | Niki Kouliouka                                   | x                         |
| 1971 | Gogo Atzoletaki                         | Gery Karagianni              | Irini Raikou                                       | x                          | Maria Maltezou                                       | Georgia Gerogianni                               | x                         |
| 1972 | Nancy Kapetanaki                        | Eleni Lykissa                | Nteniz Voulgari                                    | x                          | Mary Drakopoulou                                     | Neti Fasouli                                     | x                         |
| 1973 | Vana Papadaki Maja Internacional 1974   | Katerina Bakali              | Lena Kleopa                                        | x                          | Ninetta Sarri                                        | Mariella Digiakomou                              | x                         |
| 1975 | Afroditi Katsouli                       | Bella Adamopoulou            | Mary Alifieri                                      | x                          | Maria Tzobanaki                                      | —                                                | x                         |
| 1976 | Christiana Kavroudaki No compitió       | Melina Michailidi            | Eri Vakalopoulou                                   | x                          | Rania Theofilus                                      | —                                                | x                         |
| 1977 | Maria Spantidaki                        | Lina Ioannou                 | Tina Sountri                                       | x                          | Lia Agha                                             | —                                                | x                         |
| 1978 | Marietta Kountouraki                    | Ariana Dimitropoulou         | Kaiti Adamopoulou                                  | x                          | Aspasia Krokidou                                     | —                                                | x                         |
| 1979 | Katia Koukidou                          | Mika Dimitropoulou           | Athina Pomakidou No compitió                       | x                          | Despina Triantafyllou                                | —                                                | x                         |
| 1980 | Roula Kanellopoulou                     | Vera Zacharopoulou           | Maria Karafanti                                    | x                          | Katerina Manaraki                                    | —                                                | x                         |
| 1981 | Maria Nikouli                           | Maria Argyrokastritou        | Maria Armadorou                                    | x                          | Filomeni Diamantopoulou                              | Natassa Xanthopoulou                             | x                         |
| 1982 | Tina Roussou                            | Anthi Privolou               | Maria Marineli                                     | x                          | Nantina Synnefia                                     | Iro Hatziioannou                                 | x                         |
| 1983 | Plousia Farfaraki                       | Anna Martinou                | Eleana Pagoura                                     | x                          | x                                                    | Dimitra Kouki                                    | x                         |
| 1984 | Peggy Dogani                            | Vana Barba                   | Zoi Elmalioti Miss Mar Mediterráneo 1985           | x                          | x                                                    | x                                                | x                         |
| 1985 | Sabina Damianidou                       | Epil Galanou                 | Efthimia «Efi» Dereka                              | x                          | x                                                    | x                                                | x                         |
| 1986 | Vasilia Mantaki                         | Anna Kehagia                 | Afrodite Panagiotou                                | x                          | x                                                    | x                                                | x                         |
| 1987 | Xenia Pantazi                           | Elena Moschou                | Georgia Alexandri                                  | x                          | x                                                    | x                                                | x                         |
| 1988 | Tereza Liakou No compitió               | Ariadne Mylona               | Taria Boura                                        | x                          | x                                                    | x                                                | x                         |
| 1989 | Christiana Latani                       | Katerina Petropoulou         | Stella Tzekou                                      | x                          | x                                                    | x                                                | x                         |
| 1990 | Jenny Balatsinou                        | Sofia Lavikioti              | Afroditi Kouli                                     | x                          | x                                                    | x                                                | x                         |
| 1991 | Marina Poupou                           | Myriam Panagou               | Dimitra Papadogianni                               | x                          | x                                                    | Katerina Michalopoulou Miss Europa 1991          | x                         |
| 1992 | Marina Tsintikidou Miss Europa 1992     | Evgenia Paschalidi           | Helena Liafou                                      | x                          | x                                                    | Sofia Alexandropoulou                            | x                         |
| 1993 | Christina Manousi                       | Mania Delou                  | Melina Zaharaki                                    | Afrodite Kouli             | Helena Zabaka                                        | Antzela Markaki                                  | x                         |
| 1994 | Rea Toutounzi                           | Evi Adam                     | Johanna Papadimitriou                              | x                          | Giolanta Diamanti                                    | Christina Lekka Miss Internacional 1994          | x                         |
| 1995 | Eleni Papaioannou                       | Mary Boziki                  | Chrisa Kontogiorgou                                | Maria Pavli                | Johanna Mavredaki                                    | Viki Likotrafiti                                 | x                         |
| 1996 | Nina Georgala                           | Irene Skliva Miss Mundo 1996 | Aggelina Mavridou                                  | Noni Dounia                | Anna Repa                                            | Rania Lykoudi                                    | x                         |
| 1997 | Elina Zisi                              | Evgenia Limantzaki           | Ioanna Kafkopoulou                                 | Vanessa Stavrou            | Katia Sgouropoulou                                   | Isavella Dara Miss Europa 1997                   | Romina Livadarou          |
| 1998 | Dimitra Eginiti                         | Katia Margaritoglou          | Viki Bartzioka                                     | Antzela Evripidi           | Heleni Pliatsika                                     | x                                                | x                         |
| 1999 | Sofia Rapti                             | Evi Vatidou                  | Dimitra Kitsaki                                    | Fei Georgakopoulou         | Penelope Lentzou                                     | x                                                | x                         |
| 2000 | Nancy Tzoulaki                          | Eleni Skafida                | Stella Giaboura                                    | Alexandra Ousta            | Dimitra Kitsiou                                      | x                                                | x                         |
| 2001 | Evelina Papantoniou                     | Valentini Daskaloudi         | Mary Vergeti                                       | Fotini Kokari              | Eleftheria Pantelidaki                               | x                                                | x                         |
| 2002 | Lena Paparigopoulou                     | Katerina Georgiadou          | Julia Alexandratou                                 | Stella Giaboura            | Georgia Miha                                         | x                                                | x                         |
| 2003 | Marietta Chrousala                      | Vassiliki Tsekoura           | Kim Mantzouratou                                   | Apostolina «Lina» Zaproudi | Katerina Kariotou No compitió                        | x                                                | x                         |
| 2004 | Valia Kakouti                           | Maria Spyridaki              | Violeta Raseva                                     | Olga Kipriotou             | Axia Andreadaki No compitió                          | x                                                | x                         |
| 2005 | Evagelia Aravani                        | Katerina Stikoudi            | Katerina Evangelinou Miss Young International 2005 | Potoula Perimeni           | Nikoleta Ralli Miss Tourism Queen International 2005 | x                                                | x                         |
| 2006 | Olympia Chopsonidou                     | Irene Carra                  | Tzoulia Alexandratou No compitió                   | Nasia Anerousi             | Helena Asimakopoulou No compitió                     | x                                                | Helena Karpodini          |
| 2007 | Doukissa Nomikou                        | Katerina Evangelinou         | Ntaiana Igropoulou Miss Young International 2007   | Antonia Kallimoukou        | Despina Vlepaki                                      | x                                                | x                         |
| 2008 | Dionysia Koukiou                        | Angeliki Kalaitzi            | Evgenia Karahaliou No compitió                     | Ria Antoniou               | Sofia Roditi                                         | Niki Peristeri                                   | x                         |
| 2009 | Viviana Kampanile                       | Alkistis Anyfanti            | Katerina Skourli                                   | Diana Igropoulou           | Margarita Papandreou                                 | x                                                | x                         |
| 2010 | Anna Prelevic                           | Mado Gasteatou               | Melina Syrii                                       | Maria Tsagaraki            | Eleonora Mpretz                                      | x                                                | x                         |
| 2011 | Iliana Papageorgiou                     | Eleni Miariti                | x                                                  | x                          | x                                                    | x                                                | x                         |
| 2012 | Vasiliki Tsirogianni                    | Athina Pikraki               | Eleni Kokkinou                                     | Eftichia Lazarou           | Christina Georgopoulou                               | x                                                | Antigone Ambadas          |
| 2013 | Anastasia Sidiropoulou                  | x                            | x                                                  | x                          | x                                                    | x                                                | x                         |
| 2014 | Ismini Dafopoulou                       | Eleni Kokkinou               | x                                                  | x                          | x                                                    | x                                                | x                         |
| 2015 | Mikaela Fotiadis Miss Europa Mundo 2016 | Katerina Galiatsatou         | x                                                  | Rafaela Rodinou            | Spyridoula Valasiadou                                | x                                                | Kalliopi Galetsa          |
| 2017 | Maria Psilou                            | Theodora Soukia              | Emmanuela Bayraktari                               | Chrysa Androutsopoulou     | Areti Yannia                                         | x                                                | x                         |
| 2018 | Ioanna Bella                            | Maria Lepida                 | Angeliki Mavrommati                                | Anastasia Kalogeri         | Marina Grigoriou                                     | x                                                | x                         |
| 2019 | Rafaela Plastira                        | Erika Kolani                 | x                                                  | Ioanna Handzi              | Natalia Papaefthymiou                                | Sara Chechou                                     | x                         |
| 2021 | Anna Pavlidou                           | Pasalari Caterina            | Zunja Angeliki                                     | Rutoula Anna               | Krepouri Matina                                      | x                                                | x                         |
| 2022 | Samantha Misovic                        | Zoe Asoumanaki               | Ioanna Skoula                                      | Anatoli Hexadactylo        | Konstantina Sotiriou                                 | x                                                | x                         |
| 2024 | Stella Michailidou                      | Daniela Palousi              | Konstantina Zygopoulou                             | Ioanna Sarantopoulou       | Maria Gerolimatou                                    | x                                                | x                         |

## Representación internacional

### Miss Mundo Grecia
: Declarada como ganadora
     : Terminó como finalista
     : Terminó como una de las semifinalistas o cuartofinalistas
     : Terminó como ganadora de premios especiales
| Año                           | Miss Mundo Grecia                                                      | Posición en Miss Mundo                                                 | Premios especiales                                                     | Notas                                                                              |
| ----------------------------- | ---------------------------------------------------------------------- | ---------------------------------------------------------------------- | ---------------------------------------------------------------------- | ---------------------------------------------------------------------------------- |
| 2025                          | Stella Michailidou                                                     | Por competir                                                           | Por competir                                                           |                                                                                    |
| 2023                          | Samantha Misovic                                                       | No clasificó                                                           |                                                                        |                                                                                    |
| 2021                          | Anna Pavlidou                                                          | No compitió                                                            | No compitió                                                            | Se retiró                                                                          |
| 2020                          | Debido al impacto de la pandemia de COVID-19, no hubo concurso en 2020 | Debido al impacto de la pandemia de COVID-19, no hubo concurso en 2020 | Debido al impacto de la pandemia de COVID-19, no hubo concurso en 2020 | Debido al impacto de la pandemia de COVID-19, no hubo concurso en 2020             |
| 2019                          | Rafaela Plastira                                                       | No clasificó                                                           |                                                                        |                                                                                    |
| 2018                          | Maria Lepida                                                           | No clasificó                                                           | - Top Model (Top 32)                                                   |                                                                                    |
| 2017                          | Maria Psilou                                                           | No clasificó                                                           |                                                                        |                                                                                    |
| No compitió entre 2015 y 2016 |                                                                        |                                                                        |                                                                        |                                                                                    |
| 2014                          | Eleni Kokkinou                                                         | No clasificó                                                           |                                                                        |                                                                                    |
| 2013                          | Athina Pikraki                                                         | No clasificó                                                           |                                                                        |                                                                                    |
| 2012                          | Maria Tsagaraki                                                        | No clasificó                                                           |                                                                        | Designada como Miss Mundo Grecia 2012, Tsagaraki quedó como B Star Hellas en 2010. |
| 2011                          | Eleni Miariti                                                          | No clasificó                                                           |                                                                        |                                                                                    |
| 2010                          | Manto Gasteratou                                                       | No clasificó                                                           |                                                                        |                                                                                    |
| 2009                          | Alkisti Anyfanti                                                       | No clasificó                                                           |                                                                        |                                                                                    |
| 2008                          | Aggeliki Kalaitzi                                                      | No clasificó                                                           |                                                                        |                                                                                    |
| 2007                          | Katerina Evaggelinou                                                   | No clasificó                                                           |                                                                        |                                                                                    |
| 2006                          | Irini Karra                                                            | No clasificó                                                           |                                                                        |                                                                                    |
| 2005                          | Katerina Stikoudi                                                      | No clasificó                                                           |                                                                        |                                                                                    |
| 2004                          | Maria Spiridaki                                                        | No clasificó                                                           |                                                                        |                                                                                    |
| 2003                          | Vasiliki Tsekoura                                                      | Top 15                                                                 |                                                                        |                                                                                    |
| 2002                          | Katerina Georgiadou                                                    | No clasificó                                                           |                                                                        |                                                                                    |
| 2001                          | Valentini Daskaloudi                                                   | No clasificó                                                           |                                                                        |                                                                                    |
| 2000                          | Nancy Tzoulaki                                                         | No clasificó                                                           |                                                                        |                                                                                    |
| 1999                          | Evi Vatidou                                                            | No clasificó                                                           |                                                                        |                                                                                    |
| 1998                          | Katia Margaritoglou                                                    | No clasificó                                                           |                                                                        |                                                                                    |
| 1997                          | Evgenia Limantzaki                                                     | No clasificó                                                           |                                                                        |                                                                                    |
| 1996                          | Irene Skliva                                                           | Miss Mundo 1996                                                        | - Miss Mundo Europa                                                    |                                                                                    |
| 1995                          | Mairi Moziki                                                           | No clasificó                                                           |                                                                        |                                                                                    |
| 1994                          | Evi Adam                                                               | Top 10                                                                 |                                                                        |                                                                                    |
| 1993                          | Maria Delou                                                            | No clasificó                                                           |                                                                        |                                                                                    |
| 1992                          | Evgenia Paschalidi                                                     | No clasificó                                                           |                                                                        |                                                                                    |
| 1991                          | Myriam Panagou                                                         | No clasificó                                                           |                                                                        |                                                                                    |
| 1990                          | Sofia Lafkioti                                                         | No clasificó                                                           |                                                                        |                                                                                    |
| 1989                          | Katerina Petropoulou                                                   | No clasificó                                                           |                                                                        |                                                                                    |
| 1988                          | Ariadni Mylona                                                         | No clasificó                                                           |                                                                        |                                                                                    |
| 1987                          | Eleni Moskiou                                                          | No clasificó                                                           |                                                                        |                                                                                    |
| 1986                          | Anna Kechagia                                                          | No clasificó                                                           |                                                                        |                                                                                    |
| 1985                          | Epi Galanou                                                            | No clasificó                                                           |                                                                        |                                                                                    |
| 1984                          | Vana Barba                                                             | No clasificó                                                           |                                                                        |                                                                                    |
| 1983                          | Anna Martinou                                                          | No clasificó                                                           |                                                                        |                                                                                    |
| 1982                          | Anthi Priovolou                                                        | No clasificó                                                           |                                                                        |                                                                                    |
| 1981                          | Maria Argyrokastritou                                                  | No clasificó                                                           |                                                                        |                                                                                    |
| 1980                          | Vera Zaharopoulou                                                      | No clasificó                                                           |                                                                        |                                                                                    |
| 1979                          | Mika Dimitropoulou                                                     | No clasificó                                                           |                                                                        |                                                                                    |
| 1978                          | Ariana Dimitropoulou                                                   | No clasificó                                                           |                                                                        |                                                                                    |
| 1977                          | Lina Ioannou                                                           | No clasificó                                                           |                                                                        |                                                                                    |
| 1976                          | Rania Theofilou                                                        | No clasificó                                                           |                                                                        |                                                                                    |
| 1975                          | Bella Adamopoulou                                                      | No clasificó                                                           |                                                                        |                                                                                    |
| 1974                          | Evgenia Dafni                                                          | No clasificó                                                           |                                                                        |                                                                                    |
| 1973                          | Katerina Papadimitriou                                                 | Top 15                                                                 |                                                                        |                                                                                    |
| 1972                          | Heleni Lykissa                                                         | No clasificó                                                           |                                                                        |                                                                                    |
| 1971                          | Maria Maltezou                                                         | No clasificó                                                           |                                                                        |                                                                                    |
| 1970                          | Giouli Vardi                                                           | No clasificó                                                           |                                                                        |                                                                                    |
| 1969                          | Elena Alexopoulou                                                      | No clasificó                                                           |                                                                        |                                                                                    |
| 1968                          | Lia Malta                                                              | No clasificó                                                           |                                                                        |                                                                                    |
| 1967                          | Mimika Niavi                                                           | No clasificó                                                           |                                                                        |                                                                                    |
| 1966                          | Efi Fontini Ploumbi                                                    | Segunda finalista                                                      |                                                                        |                                                                                    |
| 1965                          | Maria Geka                                                             | No clasificó                                                           |                                                                        |                                                                                    |
| 1964                          | Maria Kougioumtzaki                                                    | Top 16                                                                 |                                                                        |                                                                                    |
| 1963                          | Athanasia Idromenou                                                    | No clasificó                                                           |                                                                        |                                                                                    |
| 1962                          | Giasmine Moraitou                                                      | No clasificó                                                           |                                                                        |                                                                                    |
| 1961                          | Efstathia Karaiskaki                                                   | No clasificó                                                           |                                                                        |                                                                                    |
| 1960                          | Kalliopi Geralexi                                                      | No clasificó                                                           |                                                                        |                                                                                    |
| 1959                          | Yakinthi Karaviti                                                      | Top 11                                                                 |                                                                        |                                                                                    |
| 1958                          | Mary Panoutsopoulou                                                    | No clasificó                                                           |                                                                        |                                                                                    |
| 1957                          | Naná Gasparatou                                                        | No clasificó                                                           |                                                                        |                                                                                    |
| 1956                          | Maria Pasaloglou                                                       | No clasificó                                                           |                                                                        |                                                                                    |
| 1955                          | Julia Coumoundourou                                                    | Segunda finalista                                                      |                                                                        |                                                                                    |
| 1954                          | Efi Mela                                                               | Segunda finalista                                                      |                                                                        |                                                                                    |
| 1953                          | Alexandra Ladikou                                                      | Primera finalista                                                      |                                                                        |                                                                                    |

### Miss Internacional Grecia
: Declarada como ganadora
     : Terminó como finalista
     : Terminó como una de las semifinalistas o cuartofinalistas
     : Terminó como ganadora de premios especiales
| Año                           | Miss Internacional Grecia | Posición en Miss Internacional | Premios especiales        | Notas                     |                           |
| ----------------------------- | ------------------------- | ------------------------------ | ------------------------- | ------------------------- | ------------------------- |
| 2023                          | Zoi Asoumanaki            | Top 15                         |                           |                           |                           |
| 2022                          | Anna Pavlidou             | No clasificó                   |                           |                           |                           |
| No compitió entre 2011 y 2019 |                           |                                |                           |                           |                           |
| 2010                          | Maria Tsagaraki           | No clasificó                   |                           |                           |                           |
| 2009                          | Diana Igropoulou          | No clasificó                   |                           |                           |                           |
| 2008                          | Sofia Roditi              | No clasificó                   |                           |                           |                           |
| 2007                          | Despina Vlepaki           | Primera finalista              |                           |                           |                           |
| 2006                          | Julia Alexandratou        | No compitió                    | No compitió               | Miss Joven 2002           |                           |
| 2005                          | Potoula Perimeni          | No clasificó                   |                           |                           |                           |
| 2004                          | Olga Kypriotou            | Segunda finalista              |                           |                           |                           |
| 2003                          | Lina Zaproudi             | Top 15                         |                           |                           |                           |
| 2002                          | Stella Giaboura           | No clasificó                   |                           |                           |                           |
| 2001                          | Fotini Kokari             | No clasificó                   |                           |                           |                           |
| 2000                          | Alexandra Ousta           | No clasificó                   |                           |                           |                           |
| 1999                          | Pinelopi Lentzou          | No clasificó                   |                           |                           |                           |
| 1998                          | Eleni Pliatsika           | No clasificó                   |                           |                           |                           |
| 1997                          | Vanessa Stavrou           | No clasificó                   |                           |                           |                           |
| 1996                          | Rania Lykoudi             | Top 15                         |                           |                           |                           |
| 1995                          | Maria Pavli               | Top 15                         |                           |                           |                           |
| 1994                          | Christina Lekka           | Miss Internacional 1994        |                           |                           |                           |
| 1993                          | Eleni Zambaka             | No clasificó                   |                           |                           |                           |
| 1992                          | Georgia Drosou            | Primera finalista              |                           |                           |                           |
| 1991                          | Dimitra Papadogianni      | No clasificó                   |                           |                           |                           |
| 1990                          | Irini Stefanou            | No clasificó                   |                           |                           |                           |
| 1989                          | Maria Doridou             | No clasificó                   |                           |                           |                           |
| 1988                          | Vassiliki Gerothodorou    | No clasificó                   |                           |                           |                           |
| 1987                          | Peggy Thanopoulou         | No clasificó                   |                           |                           |                           |
| 1986                          | Aphroditi Panagiotou      | No clasificó                   |                           |                           |                           |
| 1985                          | Efthimia Dereka           | No clasificó                   |                           |                           |                           |
| 1984                          | Vivian Galanopoulou       | No clasificó                   |                           |                           |                           |
| 1983                          | Plousia Farfaraki         | No clasificó                   |                           |                           |                           |
| 1982                          | Iro Hadziioannou          | No clasificó                   |                           |                           |                           |
| 1981                          | Katerina Kondylatou       | No clasificó                   |                           |                           |                           |
| 1980                          | Katerina Manaraki         | No clasificó                   |                           |                           |                           |
| 1979                          | Despina Triantafyllidou   | No clasificó                   |                           |                           |                           |
| 1978                          | Aspasia Krokidou          | No clasificó                   |                           |                           |                           |
| 1977                          | Lia Aga                   | No clasificó                   |                           |                           |                           |
| 1976                          | Maria Sinanidou           | No clasificó                   |                           |                           |                           |
| 1975                          | Maria Tzobanaki           | No clasificó                   |                           |                           |                           |
| 1974                          | Anny Tatsopoulou          | Top 15                         |                           |                           |                           |
| 1973                          | Marjella Digiakomou       | No clasificó                   |                           |                           |                           |
| 1972                          | Neti Fasouli              | No clasificó                   |                           |                           |                           |
| 1971                          | No compitió               | No compitió                    | No compitió               | No compitió               |                           |
| 1970                          | Katerina Sakka            | No clasificó                   |                           |                           |                           |
| 1969                          | Rea Nikolaou              | No clasificó                   |                           |                           |                           |
| 1968                          | Fani Sakantani            | No clasificó                   |                           |                           |                           |
| 1967                          | Nagia Galakouti           | No clasificó                   |                           |                           |                           |
| 1966                          | El concurso fue cancelado | El concurso fue cancelado      | El concurso fue cancelado | El concurso fue cancelado | El concurso fue cancelado |
| 1965                          | Vivi Niavi                | No clasificó                   |                           |                           |                           |
| 1964                          | Maria Schinaraki          | No clasificó                   |                           |                           |                           |
| 1963                          | Emi Zanou                 | No clasificó                   |                           |                           |                           |
| 1962                          | Ioanna Delakou            | No clasificó                   |                           |                           |                           |
| 1961                          | Ioanna Berouka            | No clasificó                   |                           |                           |                           |
| 1960                          | Vasiliki Kotsaridou       | No clasificó                   |                           |                           |                           |

## Antiguas franquicias

### Miss Universo Grecia
: Declarada como ganadora
     : Terminó como finalista
     : Terminó como una de las semifinalistas o cuartofinalistas
     : Terminó como ganadora de premios especiales
| Año                           | Periferia         | Star Hellas            | Nombre en griego       | Posición en Miss Universo | Premios especiales | Notas |
| ----------------------------- | ----------------- | ---------------------- | ---------------------- | ------------------------- | ------------------ | --- |
| 2020                          | Ática             | Rafaela Plastira       | Ραφαέλα Πλαστήρα       | No compitió               | No compitió        | Se retiró: Rafaela se retiró de Miss Universo debido a que Star Hellas perdió la licencia de Miss Universo. |
| 2019                          | Ática             | Rafaela Plastira       | Ραφαέλα Πλαστήρα       | No compitió               | No compitió        | Se retiró: Rafaela se retiró de Miss Universo debido a que Star Hellas perdió la licencia de Miss Universo. |
| 2018                          | Macedonia Central | Ioanna Bella           | Ιωάννα Μπέλλα          | No clasificó              |                    | |
| No compitió entre 2016 y 2017 |                   |                        |                        |                           |                    | |
| 2015                          | Ática             | Mikaela Fotiadis       | Μικαέλα Φωτιάδη        | No clasificó              |                    | |
| 2014                          | Tesalia           | Ismini Dafopoulou      | Ισμήνη Νταφοπούλου     | No clasificó              |                    | |
| 2013                          | Ática             | Anastasia Sidiropoulou | Αναστασία Σιδηροπούλου | No clasificó              |                    | |
| 2012                          | Macedonia Central | Vasiliki Tsirogianni   | Βασιλική Τσιρογιάννη   | No clasificó              |                    | |
| 2011                          | Ática             | Iliana Papageorgiou    | Ηλιάνα Παπαγεωργίου    | No clasificó              |                    | |
| 2010                          | Macedonia Central | Anna Prelevic          | Άννα Πρέλεβιτς         | No clasificó              |                    | |
| 2009                          | Ática             | Viviana Kampanile      | Βιβιάνα Καμπανίλε      | No clasificó              |                    | |
| 2008                          | Ática             | Dionysia Koukiou       | Διονυσία Κουκίου       | No clasificó              |                    | |
| 2007                          | Ática             | Doukissa Nomikou       | Δούκισσα Νομικού       | No clasificó              |                    | |
| 2006                          | Macedonia Central | Olympia Chopsonidou    | Ολυμπία Χοψονίδου      | No clasificó              |                    | |
| 2005                          | Islas Jónicas     | Evagelia Aravani       | Ευαγγελία Αραβανή      | Top 15                    |                    | |
| 2004                          | Ática             | Valia Kakouti          | Βάλια Κακούτη          | No clasificó              |                    | |
| 2003                          | Macedonia Central | Marietta Chrousala     | Μαριέττα Χρουσαλά      | Top 15                    |                    | |
| 2002                          | Ática             | Lena Paparigopoulou    | Λένα Παπαρηγοπούλου    | No clasificó              |                    | |
| 2001                          | Ática             | Evelina Papantoniou    | Εβελίνα Παπαντωνίου    | Primera finalista         |                    | |
| 2000                          | Ática             | Heleni Skafida         | Ελένη Σκαφιδά          | No clasificó              |                    | |
| 1999                          | Ática             | Sofia Rapti            | Σοφία Ράπτη            | No clasificó              |                    | |
| 1998                          | Ática             | Dimitra Eginiti        | Δήμητρα Αιγινήτη       | No clasificó              |                    | |
| 1997                          | Ática             | Elina Zisi             | Ελίνα Ζήση             | No clasificó              |                    | |
| 1996                          | Ática             | Nina Georgala          | Νίνα Γεωργαλά          | No clasificó              |                    | |
| 1995                          | Ática             | Eleni Papaioannou      | Ελένη Παπαϊωάννου      | No clasificó              |                    | |
| 1994                          | Ática             | Rea Toutounzi          | Ρέα Τουτουνζή          | Top 10                    |                    | |
| 1993                          | Ática             | Christina Manousi      | Χριστίνα Μανούση       | No clasificó              |                    | |
| 1992                          | Macedonia Central | Marina Tsintikidou     | Μαρίνα Τσιντικίδου     | No clasificó              |                    | |
| 1991                          | Ática             | Marina Poupou          | Μαρίνα Πούπου          | No clasificó              |                    | |
| 1990                          | Ática             | Tzeni Balatsinou       | Τζένη Μπαλατσινού      | No clasificó              |                    | |
| 1989                          | Ática             | Christiana Latani      | Χριστιάνα Λατάνη       | No clasificó              |                    | |
| 1988                          | Ática             | Tereza Liakou          | Τερέζα Λιάκου          | No compitió               | No compitió        | No compitió                                                                                                 |
| 1987                          | Ática             | Xenia Pantazi          | Ξένια Πανταζή          | No clasificó              |                    | |
| 1986                          | Ática             | Vasileia Mantaki       | Βασιλεία Μαντάκη       | No clasificó              |                    | |
| 1985                          | Ática             | Sabina Damianidou      | Σαμπίνα Δαμιανίδου     | No clasificó              |                    | |
| 1984                          | Ática             | Peggy Dogani           | Πέγκυ Δογάνη           | No clasificó              |                    | |
| 1983                          | Ática             | Plousia Farfaraki      | Πλουσία Φαρφαράκη      | No clasificó              |                    | |
| 1982                          | Ática             | Tina Roussou           | Τίνα Ρούσσου           | Tercera finalista         |                    | |
| 1981                          | Ática             | Maria Nikoúli          | Μαρία Νικούλη          | No clasificó              |                    | |
| 1980                          | Ática             | Roula Kanellopoulou    | Ρούλα Κανελλοπούλου    | No clasificó              |                    | |
| 1979                          | Ática             | Katia Koukidou         | Κάτια Κουκίδου         | No clasificó              |                    | |
| 1978                          | Ática             | Marieta Kountouraki    | Μαριέτα Κουντουράκη    | No clasificó              |                    | |
| 1977                          | Ática             | Maria Spantidaki       | Μαρία Σπαντάκη         | No clasificó              |                    | |
| 1976                          | Ática             | Melina Michailidou     | Μελίνα Μιχαηλίδου      | No clasificó              |                    | |
| 1975                          | Ática             | Afroditi Katsouli      | Αφροδίτη Κατσούλη      | No clasificó              |                    | |
| 1974                          | Ática             | Lena Kleopa            | Λένα Κλεόπα            | No clasificó              |                    | |
| 1973                          | Ática             | Vana Papadaki          | Βάνα Παπαδάκη          | Top 12                    |                    | |
| 1972                          | Ática             | Nancy Kapetanaki       | Νάνσυ Καπετανάκη       | No clasificó              |                    | |
| 1971                          | Ática             | Gely Karagianni        | Γκέλυ Καραγιάννη       | No clasificó              |                    | |
| 1970                          | Ática             | Angelique Bourlesi     | Αγγελική Μπουρλέση     | Top 15                    |                    | |
| 1969                          | Ática             | Irini Diamantoglou     | Ειρήνη Διαμάντογλου    | No clasificó              |                    | |
| 1968                          | Ática             | Miranda Zafeiropoulou  | Μιράντα Ζαφειροπούλου  | Top 15                    |                    | |
| 1967                          | Ática             | Elya Kalogeraki        | Έλια Καλομοβάκη        | Top 15                    | - Miss Fotogénica  | |
| 1966                          | Ática             | Katia Balafouta        | Κάτια Μπαλαφούτα       | No clasificó              |                    | |
| 1965                          | Ática             | Aspa Theologitou       | Άσπα Θεολογίτου        | Top 15                    |                    | |
| 1964                          | Ática             | Corinna Tsopei         | Κορίννα Τσοπέη         | Miss Universo 1964        |                    | |
| 1963                          | Ática             | Despina Orgeta         | Δέσποινα Οργέτα        | No clasificó              |                    | |
| 1962                          | Ática             | Christina Apostolou    | Χριστίνα Αποστόλου     | No clasificó              |                    | |
| 1961                          | Ática             | Ria Deloutsi           | Ρία Δελούτση           | No clasificó              | - Miss Simpatía    | |
| 1960                          | Ática             | Magda Pasaloglou       | Μάγδα Πασάλογλου       | Top 15                    |                    | |
| 1959                          | Ática             | Zoitsa Kouroukli       | Ζωίτσα Κουρούκλη       | Top 15                    |                    | |
| 1958                          | Ática             | Marily Kalimopoulou    | Μαρίλι Καλιμοπούλου    | Top 15                    |                    | |
| 1957                          | Ática             | Lygia Karavia          | Λυγία Καραβία          | Top 15                    |                    | |
| 1956                          | Ática             | Rita Gouma             | Ρίτα Γκούμα            | Top 15                    |                    | |
| 1955                          | Ática             | Sonia Zoidou           | Σόνια Ζωίδου           | No clasificó              |                    | |
| 1954                          | Creta             | Rika Diallina          | Ρίκα Διαλινά           | Top 16                    |                    | |
| 1953                          | Ática             | Doreta Xirou           | Ντορέτα Ξηρού          | No clasificó              |                    | |
| 1952                          | Ática             | Daisy Mavraki          | Νταίζυ Μαυράκη         | Segunda finalista         |                    | |

### Miss Tierra Grecia
: Declarada como ganadora
     : Terminó como finalista
     : Terminó como una de las semifinalistas o cuartofinalistas
     : Terminó como ganadora de premios especiales
| Año                                                     | Miss Tierra Grecia       | Posición en Miss Tierra | Premios especiales | Notas       |
| ------------------------------------------------------- | ------------------------ | ----------------------- | ------------------ | ----------- |
| 2019                                                    | No compitió              | No compitió             | No compitió        | No compitió |
| 2018                                                    | Chrysa Androutsopoulou   | No clasificó            |                    |             |
| Representantes seleccionadas por una agencia de modelos |                          |                         |                    |             |
| No compitió entre 2010 y 2017                           |                          |                         |                    |             |
| 2009                                                    | Triantafyllia Sarantinou | No clasificó            |                    |             |
| Representante seleccionada por Star Hellas              |                          |                         |                    |             |
| 2008                                                    | Ria Antoniou             | No clasificó            |                    |             |
| Representantes seleccionadas por una agencia de modelos |                          |                         |                    |             |
| 2007                                                    | No compitió              | No compitió             | No compitió        | No compitió |
| 2006                                                    | Eugenia Lattou           | No clasificó            |                    |             |
| No compitió entre 2003 y 2005                           |                          |                         |                    |             |
| 2002                                                    | Juliana Patricia Drossou | Segunda finalista       |                    |             |